# Stanleya
Genre
Stanleya est un genre de végétaux de la famille des Brassicaceae.

## Liste d'espèces
Selon ITIS :
- Stanleya albescens M.E. Jones
- Stanleya confertiflora (B.L. Robins.) T.J. Howell
- Stanleya elata M.E. Jones
- Stanleya pinnata (Pursh) Britt.
- Stanleya tomentosa Parry
- Stanleya viridiflora Nutt.